# Geer- en Buurtpolder
Het waterschap de Geer- en Buurtpolder was een waterschap in de gemeente Alphen aan den Rijn (voorheen Rijnwoude, daarvoor Hazerswoude) in de Nederlandse provincie Zuid-Holland.
Het waterschap was in 1969 ontstaan uit de twee voormalige waterschappen:
- Oostbuurtse Polder
- Oost- en Westgeerpolder

Het waterschap was verantwoordelijk voor de waterhuishouding in de polders.